# Нападівка (Кременецький район)

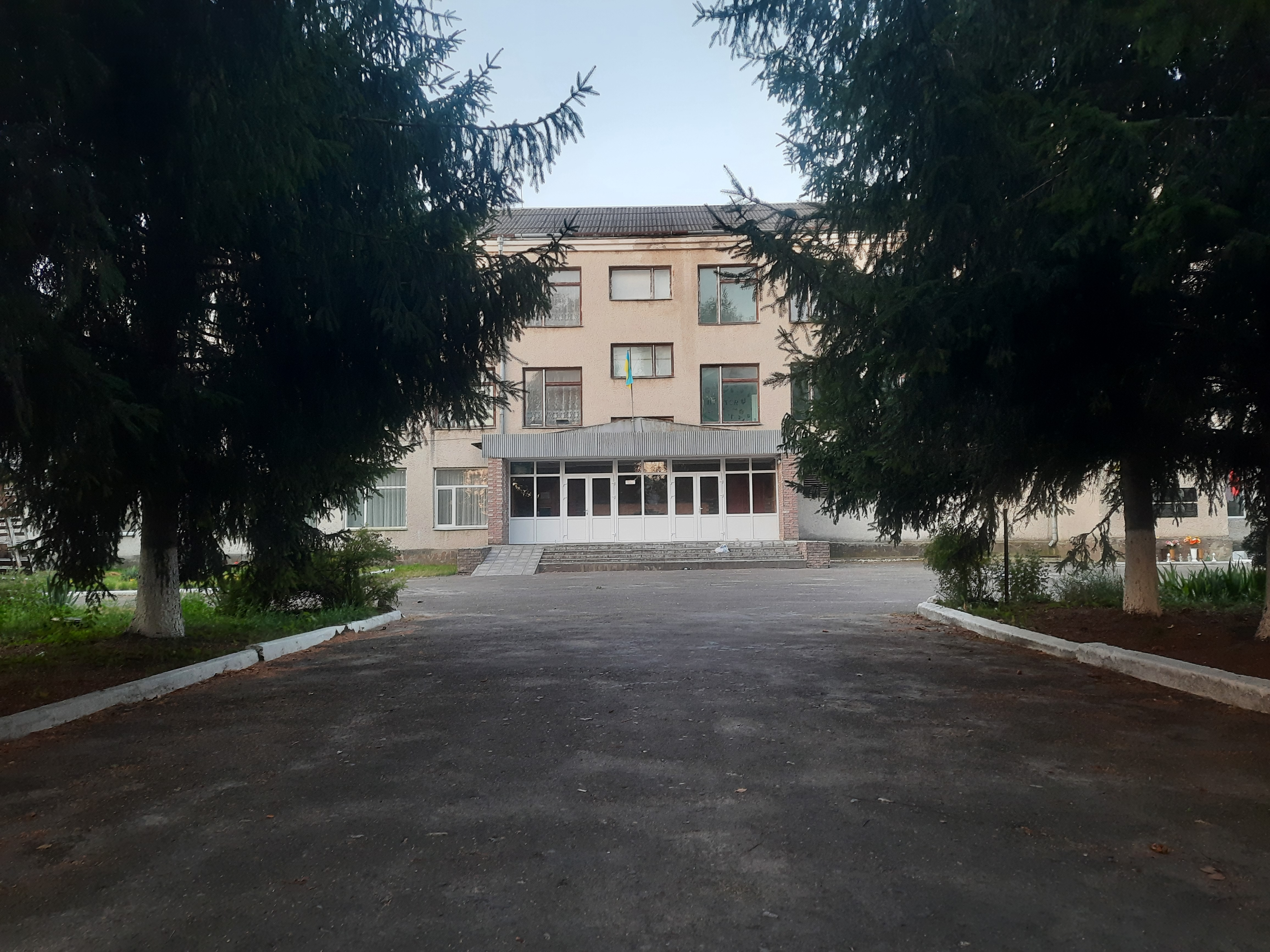
Школа

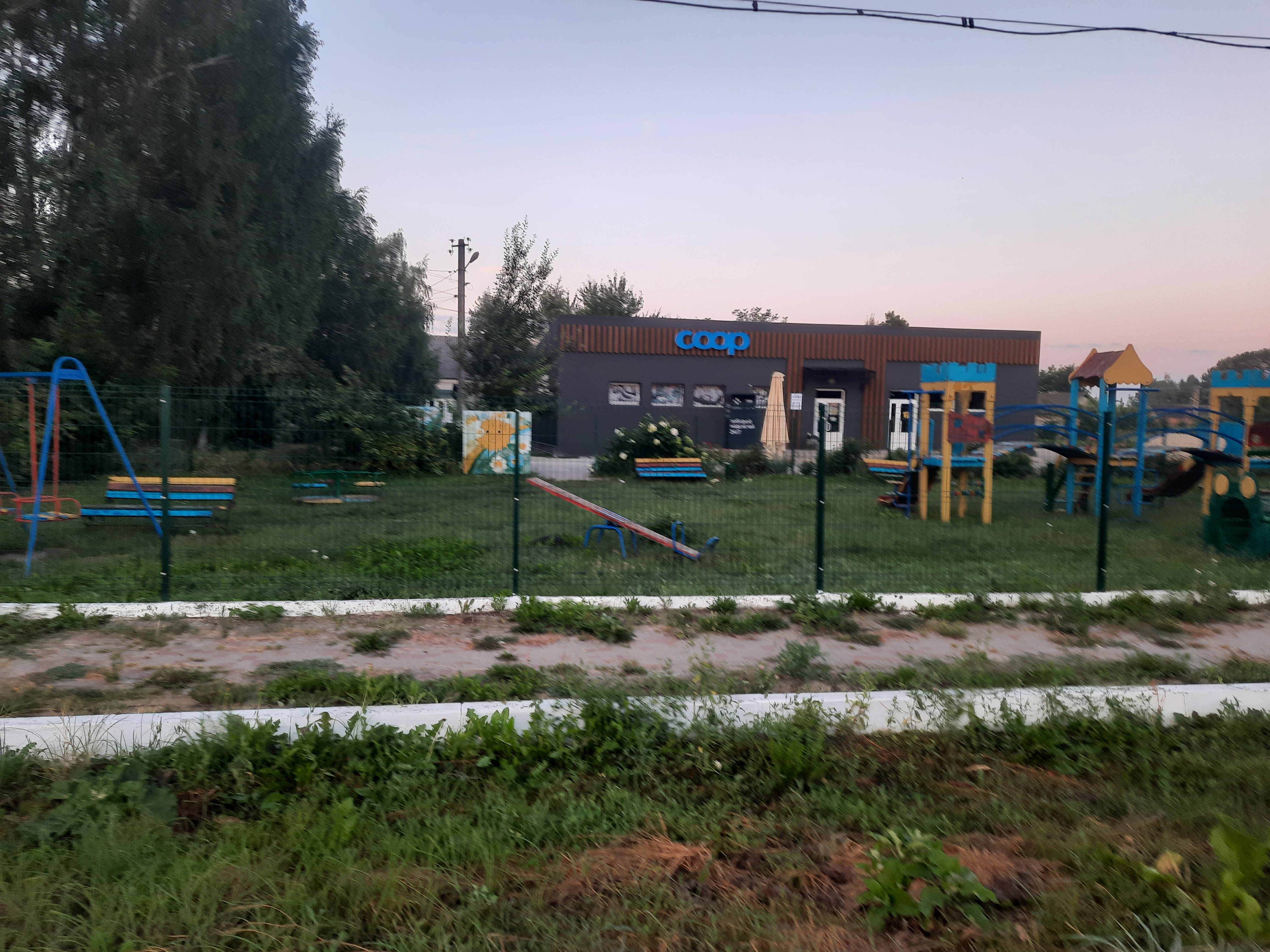
Дитячий майданчик

Напа́дівка — село в Україні, у Борсуківській сільській громаді Кременецького району Тернопільської області. 
До 2016 підпорядковувалося Борсуківській сільській раді. Від вересня 2016 року ввійшло у склад Борсуківської сільської громади. Розташоване на річці Горинь, на півдні району.
Населення — 1046 осіб (2024).

## Історія
Поблизу села виявлено археологічні пам'ятки ранньої залізної доби, черняхівської культури, давньоруського часу.
Відоме від 16 ст.
Діяли «Просвіта», «Сільський господар» та інші товариства.
Як розповідає легенда, до 1649 року на місці нинішнього села Нападівка було село Гнилорудка. У 2 верстах від села Нападівки знаходиться Нападовецька могила чи курган — настільки високий, що з нього за 40 верст видно Почаївську лавру. На берегах р. Горинь часто відбувалися криваві битви — в часи княжих міжусобиць, нашестя кримських татар. Кістки загиблих воїнів і покояться, за легендою, у цьому кургані. У ньому в 1831 році при розкопках були знайдені шаблі. Ця Нападівська могила в 1831 році служила для поховання людей, які померли від холери. Курган слугував ще й як спостережний пункт. На ньому стояла сторожа і, як тільки з'являлись татари, давала знати у село про напад. Потерпівши одного разу від такого нападу, селяни втекли в Нападівську низину, що межувала з Борсуківським урочищем і, поблизу цих затишних місць, утворилося село Нападівка — на правому березі р. Горинь.
У церковному приході села Нападівки 1742 року була збудована церква «во имя Казанской иконы Божіей Матери» на пожертви прихожан. Вона була дерев'яною з такою ж дзвіницею. При церкві були землі: фільварок — 3 десятини 1740 сажнів, орної землі — 29 десятин 727 сажнів, сінокосу — 5 десятин 1060 сажнів. При церкві служили: священик, псаломщик, паламар і просфорня.
З 1844 року село було в дідицтві князя Михайла-Сервація Костянтиновича Вишневецького. Школи в селі не було. Документи свідчать, що діти прихожан ходили навчатися в Борсуківському народному училищі.
12 червня 2020 року, відповідно до розпорядження Кабінету Міністрів України № 724-р «Про визначення адміністративних центрів та затвердження територій територіальних громад Тернопільської області» увійшло до складу Борсуківської сільської громади.
19 липня 2020 року, в результаті адміністративно-територіальної реформи та ліквідації Лановецького району, село увійшло до складу Кременецького району.
З 2022 у селі діє волонтерський центр.

## Населення

### Мова
Розподіл населення за рідною мовою за даними перепису 2001 року:
| Мова            | Кількість | Відсоток |
| --------------- | --------- | -------- |
| українська      | 1116      | 98.94%   |
| російська       | 6         | 0.53%    |
| румунська       | 1         | 0.09%    |
| інші/не вказали | 5         | 0.44%    |
| Усього          | 1128      | 100%     |

## Пам'ятки

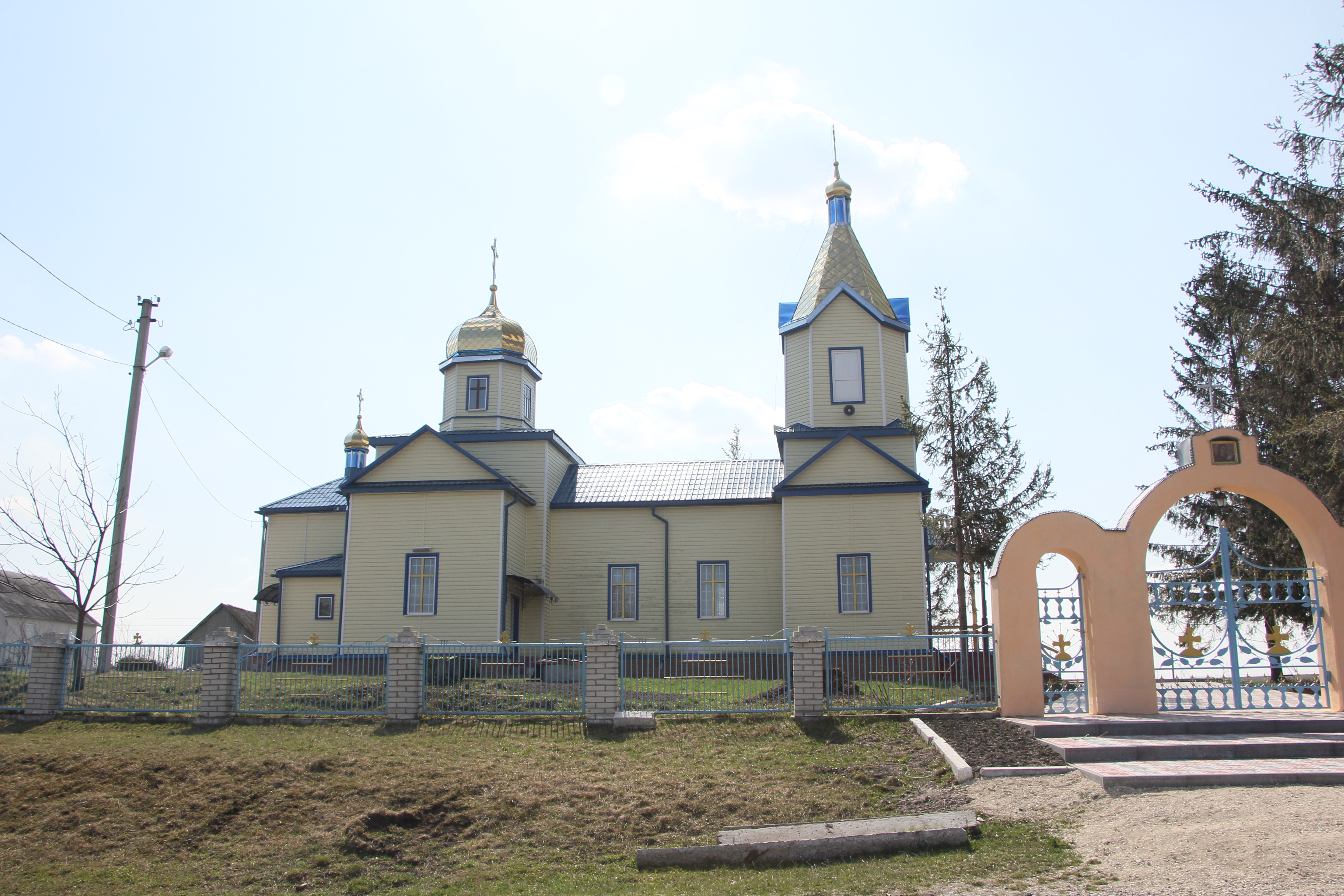
Дерев'яна церква

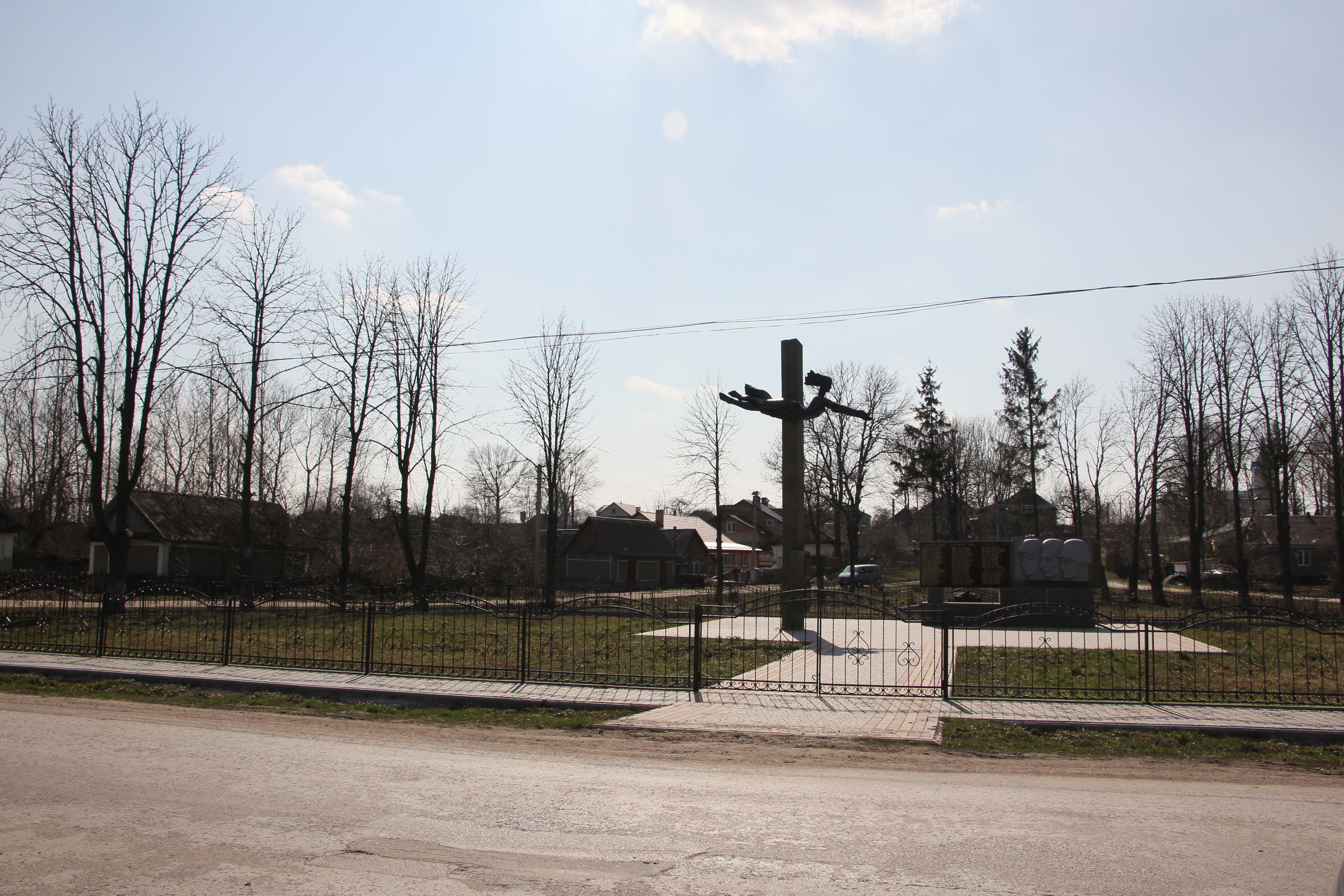
Пам'ятник

Є церква Казанської ікони Матері Божої (1742 р., дерев'яна).
Споруджено пам'ятник воїнам-односельцям, полеглим у німецько-радянській війні (1973 р.).

## Соціальна сфера
Працюють ЗОШ 1-2 ступ., клуб, бібліотека.
Діє місцевий футбольний клуб — «ФК Нападівка».

ФК Зоря зразка 2008 року
Емблема ФК "Зоря"

## Відомі люди

### Народилися
- Костянтин Кондратюк (нар. 1944) — український вчений-історик, педагог.
- Василь Фольварочний (нар. 1941) — український письменник.
- Віталій Стогній (1999-2019) — український військовик, учасник російсько-української війни.[7]

### Поховані
Собко Віталій Олегович — український військовослужбовець, учасник російсько-української війни.

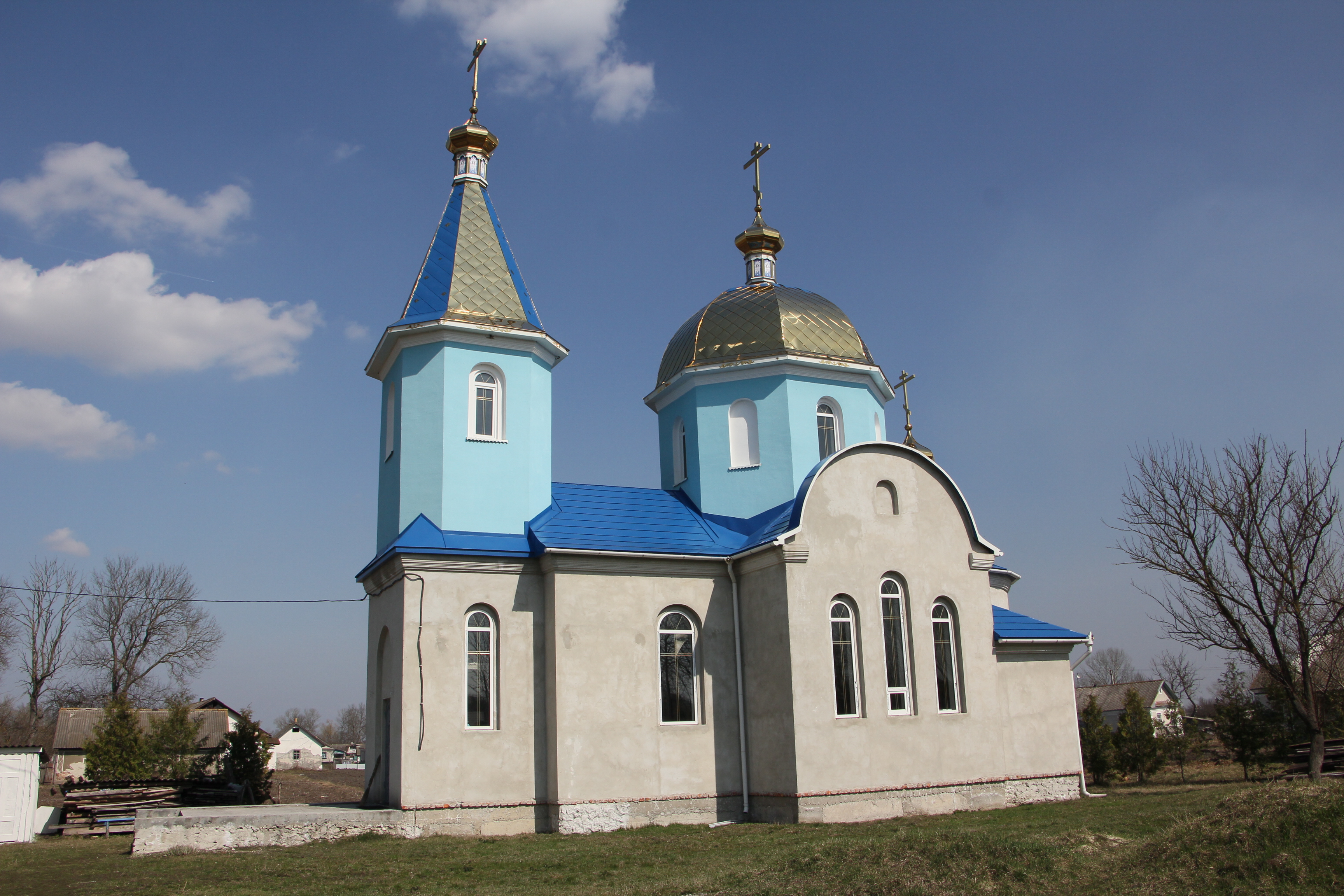
Мурована церква
Хата в селіХата в селі
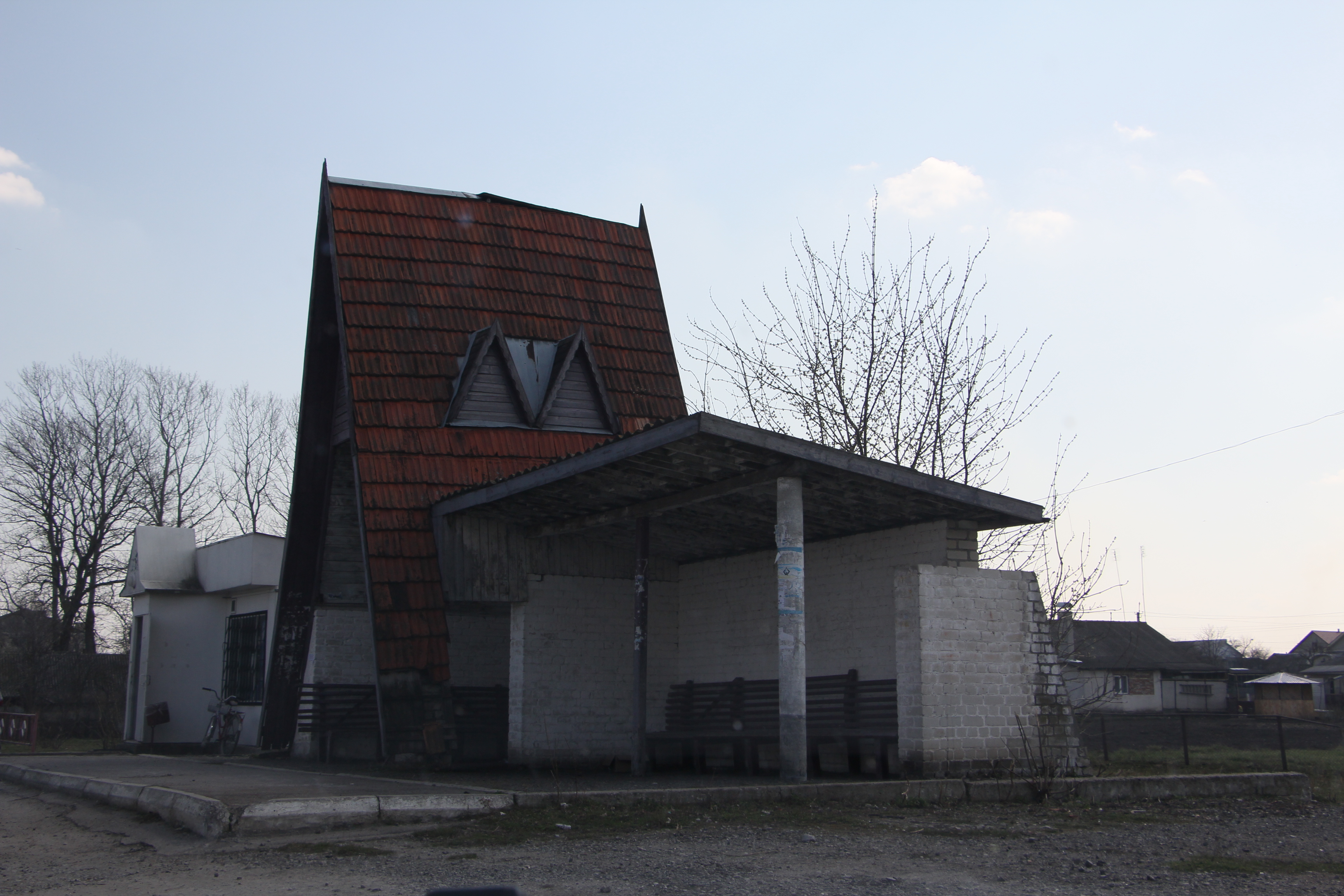
Автобусна зупинка
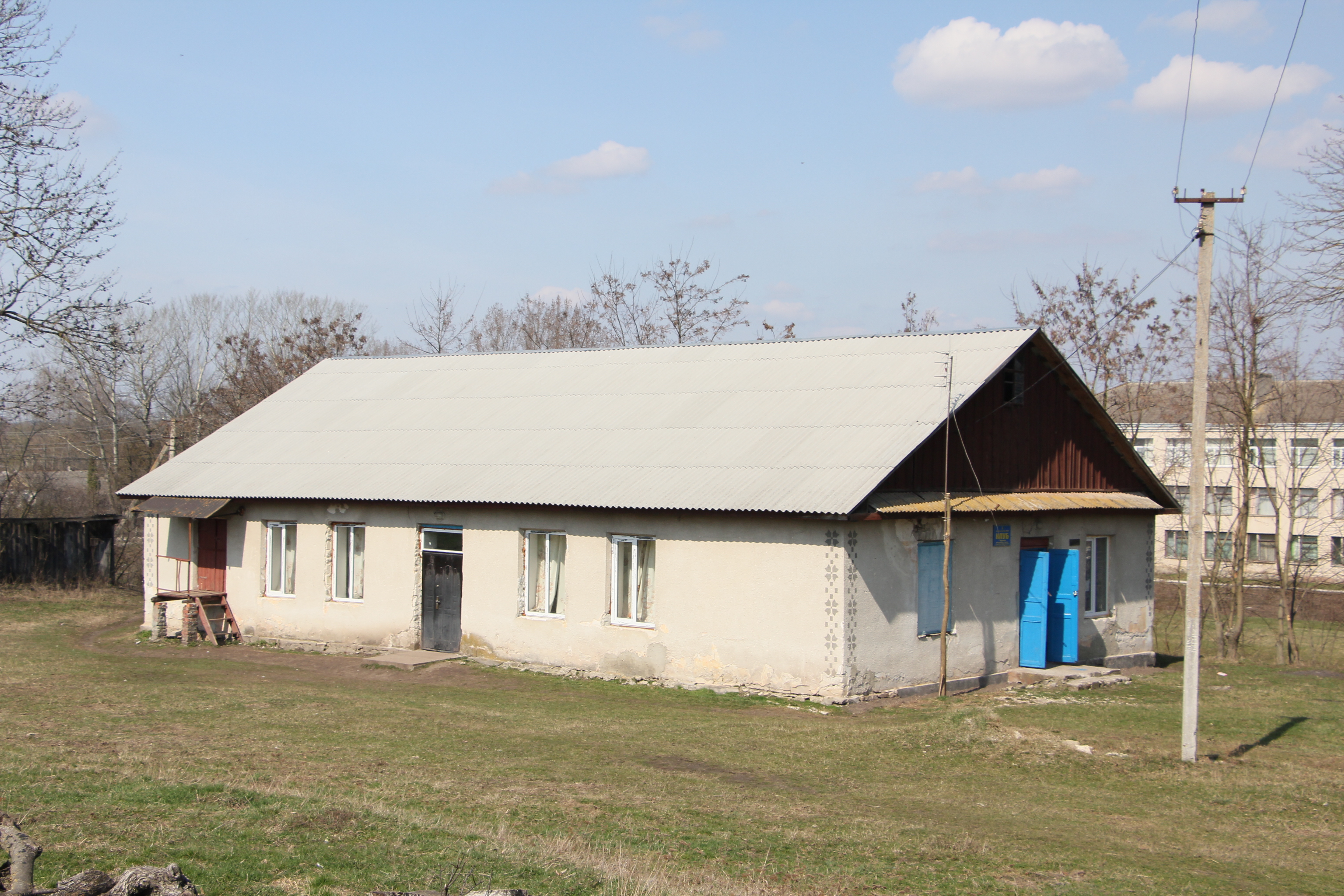
Сільський клуб
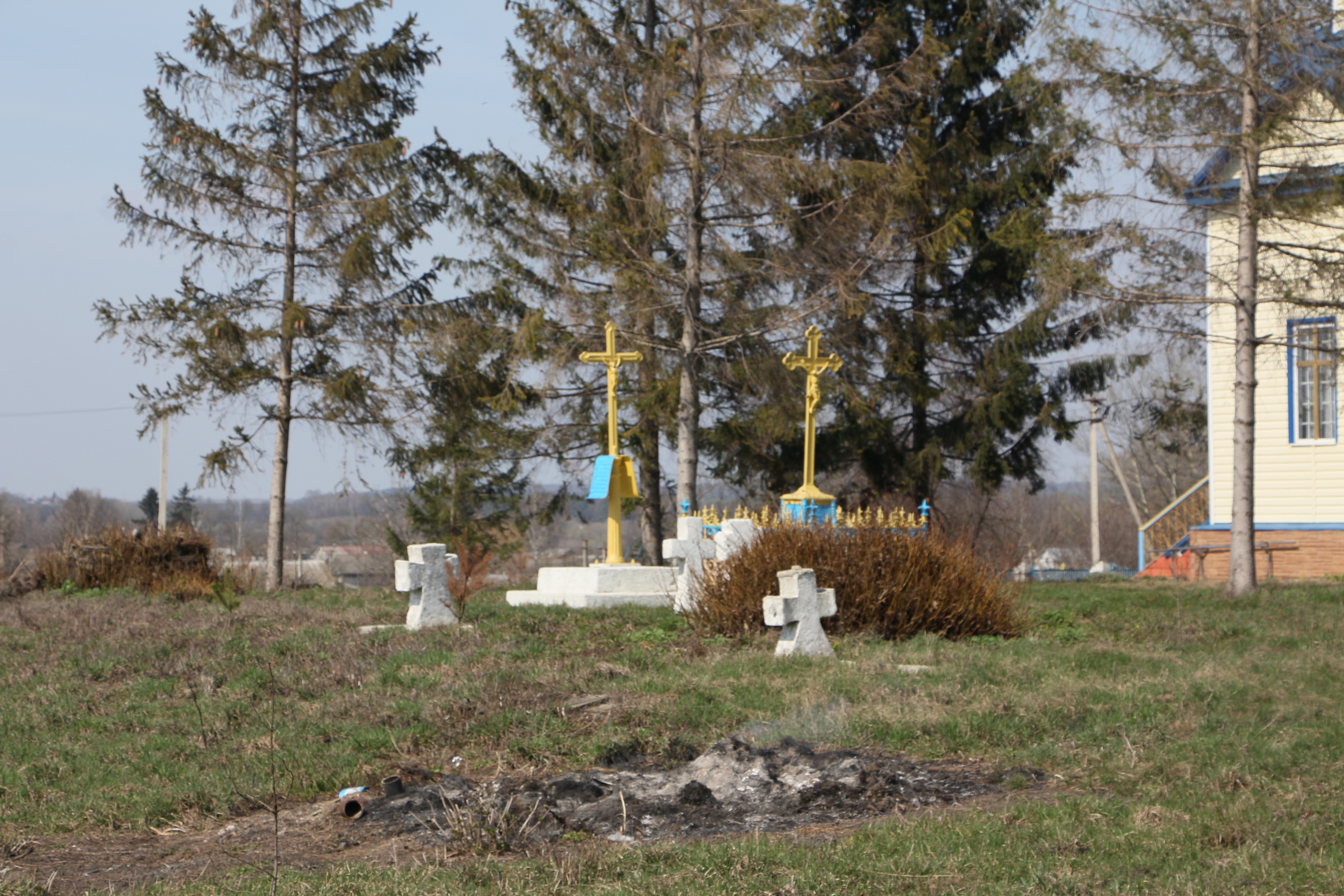
Хрести біля церкви
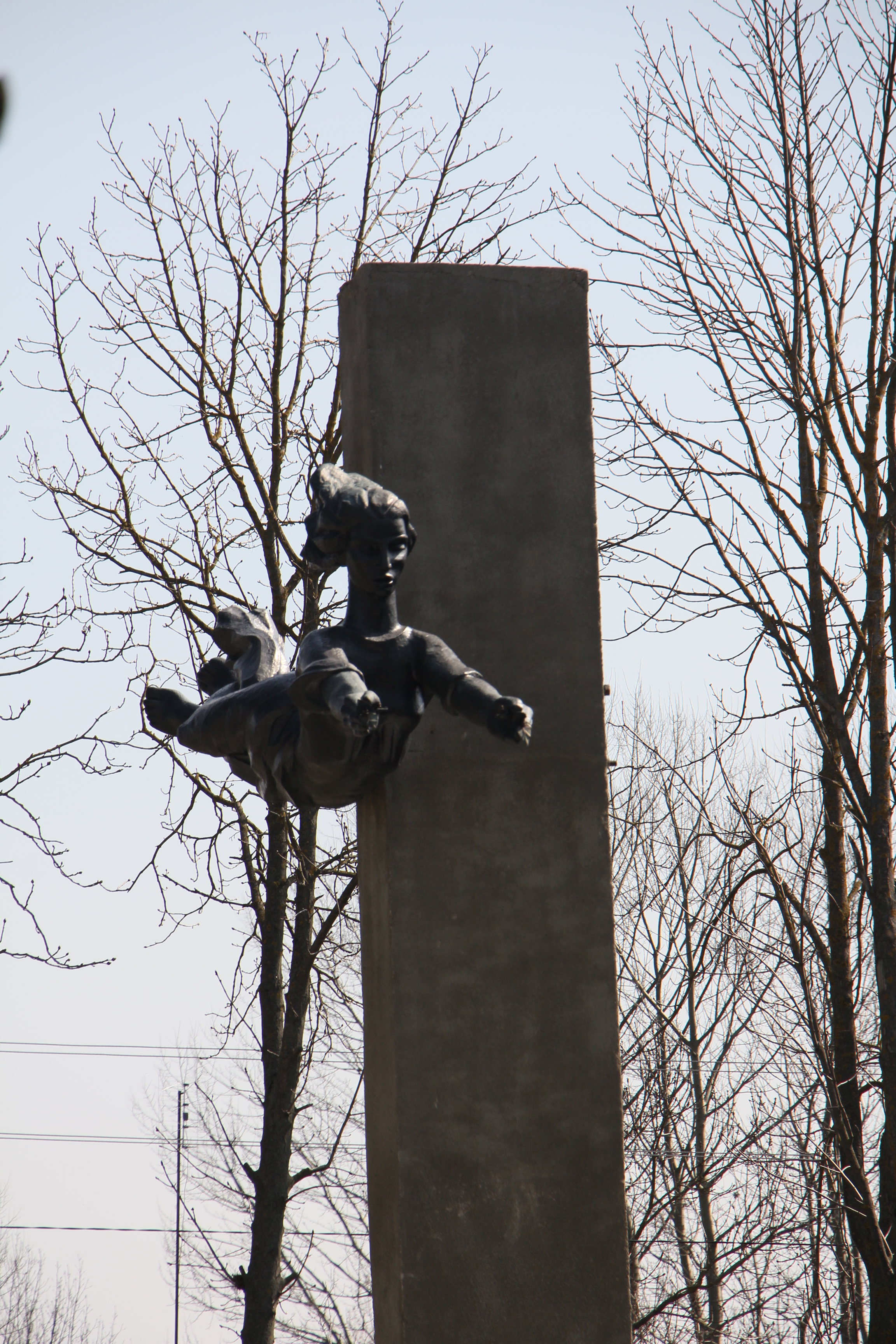
Пам'ятник